# Cultura popular na Idade Moderna

CH-NB - Bern, Umzug des "Aeusseren Standes" am Ostermontag, im 18. Jahrhundert, letztmals 1797 - Collection Gugelmann - GS-GUGE-LUTZ-A-2

A Cultura popular na Idade Moderna pode ser encarada como um conjunto de práticas que envolvem artes, ciências, técnicas, filosofia, ofícios entre outras coisas que permitem avaliar e hierarquizar o valor dos regimes políticos, segundo um critério de evolução.  Existem três razões para o interesse dos intelectuais nesse momento específico da história europeia, sendo elas as razões estéticas, razões intelectuais e razões políticas.  Pode-se dizer que, devido a essas razões, houve uma certa revolta contra a arte, com o “artificial” tornando-se um termo pejorativo e o “natural” e “selvagem” tornando-se, um elogio. Os “ritmos” que mais se faziam presentes na Idade Moderna (séculos XVI - XVII) eram as “canções populares” por serem tidas como “simples, ingênuas e arcaicas”, e se relacionarem com o ideal do movimento, o “primitivismo cultural”.  . Movimento esse que também foi uma reação contra o Iluminismo, justamente por ser contra a elite, ao abandono da tradição e contra a “ênfase na razão”.  , da mesma forma que era ligado ao nacionalismo.  . A descoberta da cultura popular ocorreu principalmente nas regiões que podem ser chamadas de “periferia cultural do conjunto da Europa e dos diversos países que a compõem”  . Havia três pontos específicos sobre a cultura popular, sendo eles “primitivismo, comunitarismo e purismo”; o primitivismo pode ser caracterizado como a “época das canções, estórias, festividades e crenças que haviam descoberto”  , o comunitarismo que seria uma forma de “criação coletiva”, uma forma de chamar atenção para uma diferença importante entre duas culturas (cultura popular europeia e cultura erudita), e o purismo, tido como um “termo restrito” que consistia nas pessoas incultas”.  .   

## Que cultura é essa?
O conceito de “cultura popular” é amplo, visto que o termo abrange um ou mais tipos de grupos de pessoas, tendo o contexto temporal como algo importante também . Na sociedade Moderna (séculos XVI - XVII), a tradição cultural poderia ser “dividida” em núcleos, como: movimentos intelectuais relacionados à população culta, aristocracia  e movimentos da população plebeia, o que demonstra a abrangência do termo, compreendendo que, de certa forma, a cultura popular na Idade Moderna engloba todas as classes sociais. Porém, a acessibilidade a cultura era diferenciada da elite para as comunidades aldeãs, elementos como canções e contos populares, livros e folhetos de baladas, festividades sazonais, natal, ano-novo, carnaval, primeiro de maio e solstício de verão faziam parte do contexto que os camponeses e artesãos tinham acesso  . Apesar da dualidade dos contextos culturais, o Carnaval era uma festa que abrangia todas as classes, fazendo com que no período de festas houvesse interatividade entre a aristocracia e o povo. Essa interatividade pode ser vista como comemorações coletivas, onde ricos e pobres partilhavam dos mesmo eventos como sermões, ouvir contadores de estórias e outros espetáculos que poderiam surgir em praças públicas. Uma das atrações mais queridas pelo público da época eram os palhaços, e outros performistas folclóricos que seriam semelhantes com o que temos hoje em dia em relação a cultura circense. O impacto dessas artes eram tão grandiosas que foram disseminadas pela Europa durante esse período. Portanto, é importante citar a grande participação da nobreza e sua influência na “pequena tradição”, apesar do movimento contrário não acontecer em relação do povo com a nobreza.

## Quais são os agentes?

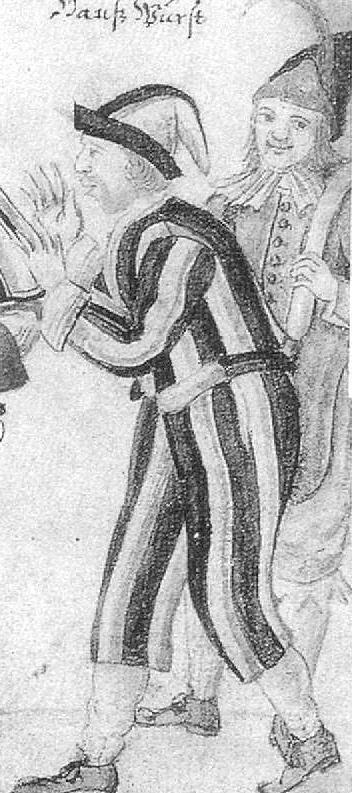
Hanswurst aus Köngen 1716

A cultura popular abrangia alguns grupos sociais como artesãos e camponeses, dentre os quais se destacam “mulheres, crianças, pastores, marinheiros, mendigos, e etc”. O artista popular na época “trabalhava principalmente para esse público de artesãos e camponeses” sendo alguns deles pintores, entalhadores e tecelões. As especializações dos pintores pairavam entre pintar tabuletas e retratos ; existiam também os chamados “apresentadores” que consistia em um grupo de “cantores de baladas, apresentadores de ursos amestrados, charlatões, palhaços, comediantes, esgrimistas, bobos, malabaristas, curandeiros, dançarinos equilibristas, apresentadores de espetáculos e acrobatas”.

## Que elementos compõem essa cultura?
A cultura era composta por canções populares, poesia popular, movimento literário e carnaval. Existiam algumas “variedades e convenções formais dos objetos artesanais e apresentações” na cultura popular; sendo alguns deles, a dança, que eram denominadas conforme suas regiões, como a “forlana” na Itália, a “gavotte”, na França, o “halling” na Noruega, o “krakowiak” na Polônia e o “strathspey” na Escócia. . Os estilos das danças populares podiam variar entre “danças lentas ou rápidas, com ou sem voltas, danças de amor e de guerra, para uma só pessoa, casais ou grupos”.. Além da dança popular, havia também as “canções populares” que contemplavam uma certa métrica, rima e nome próprio. A canção mais importante era a “canção narrativa” conhecida também na época como “balada”..

## Onde aconteceu?
A cultura popular aconteceu na Europa como um todo, entretanto, alguns países que merecem certo destaque, são: Alemanha, França, Espanha, Inglaterra e Polônia.. O movimento era transmitido, em sua maioria, dentro dos lares e disseminado fora deles.. Dessa forma, o “celeiro” também poderia ser caracterizado como um dos “cenários das apresentações de atores e pregadores ambulantes” . Bem como as estalagens, tavernas, cervejarias e adegas, onde haviam apresentações e jogos (principalmente na Inglaterra)..
A cultura popular no Renascimento estava ligada às utopias da época; sua própria concepção do mundo estava profundamente impregnada pela percepção carnavalesca, adotando frequentemente suas formas e símbolos. . Pode ser chamada de “cultura cômica popular", também ligada a “literatura do renascimento” , tendo como base a visão carnavalesca. É também caracterizado como um movimento de duas concepções, sendo uma a “cultura cômica popular” e a outra “tipicamente burguesa”, de forma que ambas se fragmentassem. . A cultura popular do renascimento está envolta do que alguns chamam de “realismo grotesco” e “grotesco romântico”, sendo o primeiro as imagens “grotescas” que perderam sua relação com o universo em evolução. e o segundo aquele que, integrado a cultura popular, “faz o mundo aproximar-se do homem” . As imagens grotescas do Renascimento são diretamente ligadas a cultura popular carnavalesca.. 
A cultura carnavalesca no período da Idade Moderna  possui características ritualísticas, “discutir festas é necessariamente discutir rituais”, aquilo que parecia ser apenas manifestações de alegria ou interatividade carregavam particularidades muito mais profundas. O carnaval era ritualístico em sua construção social no período medieval e renascentista, o que demonstra sua linguagem única e ao mesmo tempo complexa.
Era uma época de desordem coletiva, onde tudo se invertia, como se fosse necessário inverter os papéis e não ter limites no período carnavalesco.
Na cultura popular européia, as festas desempenhavam um papel importante em suas comunidades; festas de família, casamentos,  festas de comunidade, como a festa do santo padroeiro de uma cidade ou paróquia [...]”  e também festas de carnaval, que eram um exemplo da interação entre aristocracia e o povo entre XVI - XVII. Exemplos como Abbaye de Conards, em Rouen, ou a Compagnie de la Mère Folle, em Dijon, em sua maioria frequentada por nobres mas que todos podiam assistir, demonstram a pluralidade da cultura popular na Idade Moderna. Predominante no sul da Europa, o carnaval era marcado como um período de grande liberdade ou livre de penitências.  A apresentação de peças de teatro era um grande marco dentro do contexto carnavalesco. Na época, ter um conhecimento prévio sobre os rituais  carnavalescos eram fundamentais para a compreensão das peças e suas encenações.  O Carnaval se iniciava em Janeiro ou final de dezembro, a medida que se aproximava a Quaresma as pessoas ficavam mais animadas para o evento. Os principais locais que a festa acontecia eram nos centros das cidades como : Place Notre Dame em Montpellier, centros de comércio em Nuremberg, entre outros. A cidade se tornava um grande teatro ao ar livre , as pessoas utilizavam máscaras, fantasias, personagens como: o diabo, animais selvagens, padre, homens se vestiam de mulheres e mulheres de homens. O que tornava as peças algo singular, visto que em dado momento não saberiam diferenciar os atores dos espectadores. 